# Henrietta Muir Edwards
Henrietta Muir Edwards  (18 décembre 1849 - 10 novembre 1931) est une réformatrice et une militante féministe canadienne. 

## Carrière politique

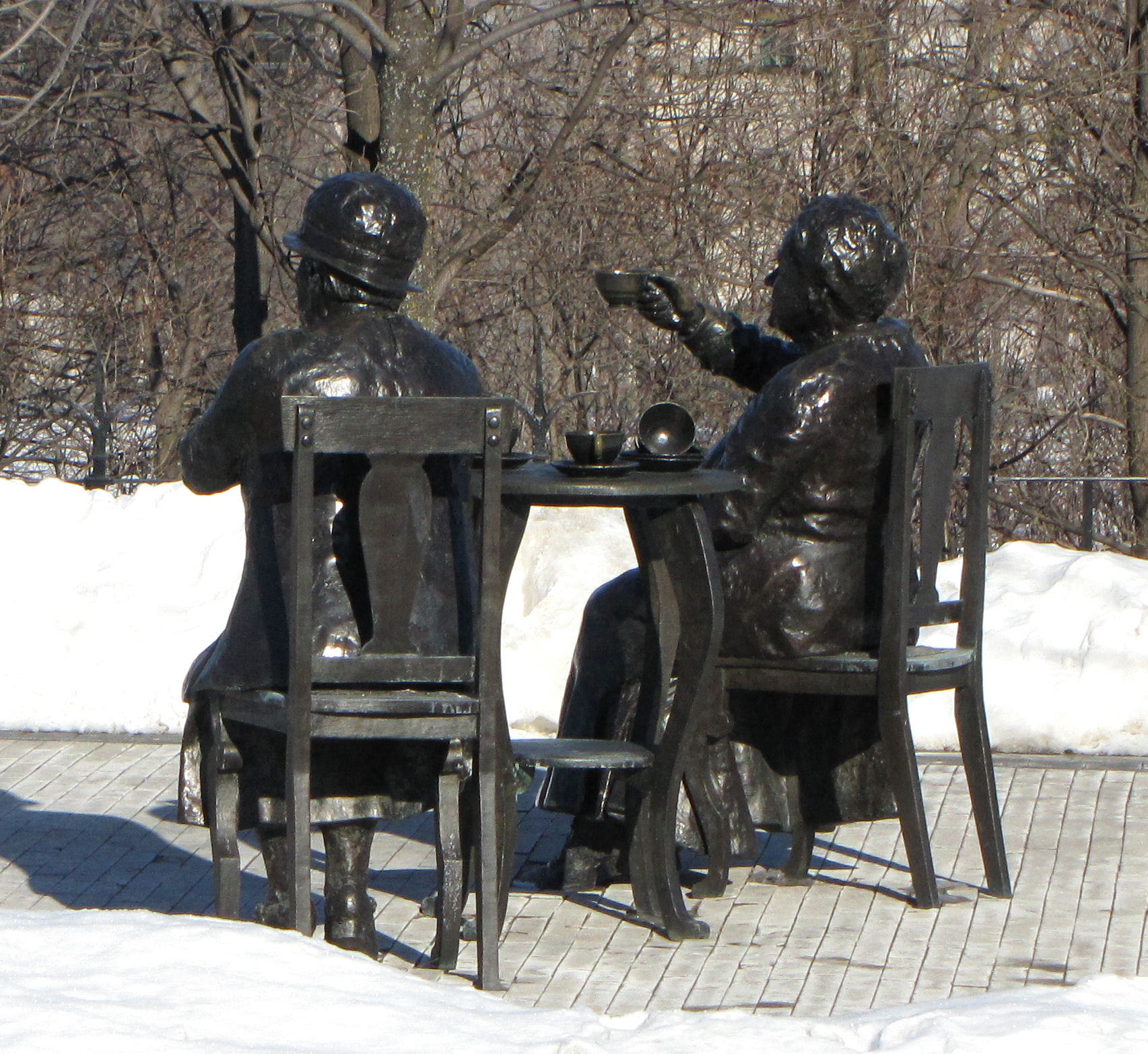
Henrietta Muir Edwards (à droite), sculpture de Barbara Paterson à Calgary.

Avec Louise McKinney, Irene Parlby, Emily Murphy et Nellie McClung, Edwards fait partie des Célèbres cinq.